# Wuling Hongguang Mini EV
La Wuling Hongguang Mini EV è una autovettura elettrica prodotta dal 2020 dalla casa automobilistica cinese Wuling Motors.

## Descrizione
La vettura è dotata di due diversi pacchi batterie a gli ioni di litio: uno da 9,2 kWh in grado di garantirle un'autonomia dichiarata secondo il ciclo NEDC di circa 120 km o una batteria più grande da 13,8 kWh con un'autonomia di circa 170 km.
L'Hongguang Mini può ospitare quattro persone ed è alimentato da un unico motore elettrico che eroga 13 kW e 85 Nm posto nella parte posteriore del veicolo, muovendo l'asse posteriore, con una velocità massima di 100 km/h. Sulla base del ciclo di omologazione NEDC, il consumo energetico stimato è di 8,1 kWh/100 km.
La dotazione di sicurezza standard include freni con sistema antibloccaggio, sensori di monitoraggio della pressione degli pneumatici e sensori di parcheggio posteriori. Tra le altre caratteristiche ci sono 741 litri di spazio nel bagagliaio con i sedili posteriori ripiegati.